# عشاق (ماگریت)
عشاق (The Lovers) تابلویی از رنگ روغن اثر رنه ماگریت است که دو انسان (احتمالاً یک مرد و زن) را با چهره پیچیده در پارچه در حال بوسیدن نشان می‌دهد.
ماگریت این اثر را در سال ۱۹۲۸ و در ابعاد ۵۴٫۲ × ۷۳ سانتی‌متر کشیده است.
پوشش یا لفافه‌ای که در این اثر است در بسیاری از نقاشی‌های دیگر رنه ماگریت خود را نشان می‌دهد.